# Fiorenzo Marini
Fiorenzo Marini (* 14. März 1914 in Wien, Österreich; † 25. Januar 1991 in Chieri) war ein italienischer Degenfechter.

## Karriere
Fiorenzo Marini nahm an zwei Olympischen Spielen teil. Bei den Olympischen Spielen 1948 in London erreichte er mit der Mannschaft ungeschlagen die Finalrunde, in der sich die italienische Equipe lediglich Frankreich geschlagen geben musste, während sie Schweden und Dänemark besiegte. Gemeinsam mit Carlo Agostoni, Luigi Cantone, Marco Antonio Mandruzzato, Dario Mangiarotti und Edoardo Mangiarotti gewann Marini somit die Silbermedaille. 1960 stand er in Rom mit der Mannschaft erneut im Finale und wurde nach einem Sieg gegen die britische Mannschaft Olympiasieger. Neben Marini gehörten außerdem Giuseppe Delfino, Edoardo Mangiarotti, Carlo Pavesi, Alberto Pellegrino und Gianluigi Saccaro zur italienischen Equipe. In der Zeit zwischen den beiden Olympischen Spielen wurde er im Jahr 1950 in Monte Carlo im Mannschaftswettbewerb Weltmeister. 1951 folgte in Stockholm der Gewinn der Silbermedaille mit der Mannschaft, 1953 in Brüssel der Gewinn der Bronzemedaille im Einzel.